# Euploea obiana
Euploea obiana är en fjärilsart som beskrevs av Hans Fruhstorfer 1904. Euploea obiana ingår i släktet Euploea och familjen praktfjärilar. Inga underarter finns listade i Catalogue of Life.